# متحف الوشحاء
متحف الوشحاء أحد متاحف منطقة مكة المكرمة في محافظة الطائف , أسسه عبيد الله سرحان مبارك الوقداني، يتكون المتحف من قاعة كبيرة مربعة الشكل من الطوب الإسمنتي ومليسة من الداخل بالطين ومسقوفة بالجريد ومغطى بالصفيح، وقد قسمت القاعة إلى وحدات عبارة عن دكاكين متراصة وغرف تمثل البيت الشعبي في أحد أركان المتحف ومجلس شعبي كاستراحة للزوار، وتوجد خزائن زجاجية لعرض بعض القطع.
وتتكون المعروضات من أدوات الزراعة والسانية وأدوات النجارة والحدادة وحرفة الجلود وأستوديو التصوير القديم والعطارة وبائع القدور والصحون النحاسية وبائع الأواني الخشبية وبائع العبي والقطان وبائع القفف والفوال وبائع الحبوب والمقهى الشعبي وبائع القطران .
ويوجد ضمن المعروضات بعض الآلات الموسيقية القديمة ومجموعة من المكاحل وأحجار من العقيق والأقفال والمفاتيح والجنابي والخناجر والسيوف والعملات الورقية والمعدنية كما يوجد بعض الوثائق والكتب والمجلات وأدوات القهوة مع عدتها وكذلك ملابس نسائية وحلي وملابس رجالية وهوادج وسروج.